# Patricia Rossignol
Patricia Rossignol (ur. 25 października 1956) – francuska zapaśniczka walcząca w stylu wolnym i sambistka. Złota medalistka mistrzostw świata w 1987, a także mistrzostw Europy w 1988. Pierwsza na mistrzostwach Francji w 1985, 1987 i 1988; druga w 1984 i 1989 roku.